# Mount Timpanogos
Mount Timpanogos je druhá nejvyšší hora pohoří Wasatch Range ve státě Utah ve Spojených státech amerických. Její vrchol dosahuje výšky 3581 m n. m. Je tvořena převážně z vápence a dolomitu a je stará kolem 300 milionů let.